# Homburg (Zwitserland)
Homburg is een gemeente en plaats in het Zwitserse kanton Thurgau, en maakt deel uit van het district Frauenfeld.
Homburg telt 1435 inwoners.